# Serra do Pico de Antónia
La serra do Pico da Antónia est un massif de montagnes du Cap-Vert.

## Géographie
La serra do Pico de Antónia comprend le point culminant de l'île, le Pico da Antónia culminant à 1 392 m et le Monte Tagarrinho à 745 mètres d'altitude.
La serra do Pico da Antónia est protégée en tant que parc naturel, couvrant 28,73 km2,,. Le parc naturel du Rui Vaz et Serra de Pico de Antónia couvre la chaîne de montagnes de la serra do Pico de Antónia et de la serra de Rui Vaz dont fait partie le Monte Tchota.
La zone autour de la serra do Pico de Antónia se compose principalement de terres agricoles.

### Faune et flore
Une grande partie des pentes et de la crête de la chaîne est plantée d'eucalyptus et d'autres especes d'arbres gérés par le service forestier national. Les parties supérieures de la chaîne sont souvent enveloppées de nuages et les précipitations sont relativement élevées. Du café est cultivé sur les pentes les plus élevées, tandis que les haricots et le maïs sont cultivés à des altitudes plus basses. L'accessibilité est limitée, bien qu'il existe quelques routes, ainsi qu'une piste menant au sommet.
Le site a été identifié comme zone importante pour la conservation des oiseaux (ZICO) par BirdLife International car il abrite des populations de faucons pèlerins, de milans royaux, de buses féroces, de martinets du Cap-Vert, de Rousseroles du Cap-Vert et de moineaux du Cap-Vert. On trouve les lézards endémiques Chioninia stangeri, Tarentola rudis et Tarentola darwini. Parmi les plantes endémiques on trouve Euphorbia tuckeyana, Campanula jacobaea et Sonchus daltonii sp..